# Kanton Jargeau
Jargeau is een voormalig kanton van het Franse departement Loiret. Het kanton maakte deel uit van het arrondissement Orléans. Het werd opgeheven bij decreet van 25 februari 2014 met uitwerking op 22 maart 2015.

## Gemeenten
Het kanton Jargeau omvatte de volgende gemeenten:
- Darvoy
- Férolles
- Jargeau (hoofdplaats)
- Neuvy-en-Sullias
- Ouvrouer-les-Champs
- Sandillon
- Sigloy
- Tigy
- Vannes-sur-Cosson
- Vienne-en-Val